# Dystrykt Livingstone
Dystrykt Livingstone – dystrykt w południowej Zambii w Prowincji Południowej. W 2000 roku liczył 103 288 mieszkańców (z czego 50,18% stanowili mężczyźni) i obejmował 18 856 gospodarstw domowych. Siedzibą administracyjną dystryktu jest Livingstone.